# Мартиросян, Симон Геворкович
Симон Геворкович Мартиросян (арм. Սիմոն Մարտիրոսյան; род. 17 февраля 1997, Айкашен, Армения) — армянский тяжелоатлет, двукратный чемпион Европы (2017, 2019), двукратный чемпион мира (2018, 2019), двукратный призёр Олимпийских игр (2016, 2020). Заслуженный мастер спорта Армении (2017).

## Биография
Симон Мартиросян родился 17 февраля 1997 года в селе Айкашен Армавирской области Армении. Начал заниматься тяжёлой атлетикой в возрасте 12 лет под руководством Ашота Пилосяна.
В 2012 году на молодёжном чемпионате Европы стал третьим в категории до 94 кг. В 2013 году выиграл золото молодёжного чемпионата мира и юношеского чемпионата Европы до 17 лет.
В 2014 году на вторых летних юношеских Олимпийских играх в Нанкине в категории свыше 85 кг одержал победу с результатом 391 кг (170 кг + 221 кг).
В 2016 году на Олимпиаде в Рио-де-Жанейро уступил лишь узбекскому атлету Руслану Нурудинову и завоевал серебро.
В ноябре 2018 года на чемпионате мира в Ашхабаде выступал в весовой категории до 109 кг и завоевал золотую медаль, установив новые мировые рекорды в толчке (240 кг) и сумме двоеборья (435 кг).
В апреле 2019 года на чемпионате Европы в Батуми с суммой 427 кг стал двукратным чемпионом Европы. В сентябре того же года на чемпионате мира в Паттайе завоевал чемпионский титул в сумме двоеборья с результатом 429 кг. В рывке он завоевал малую золотую медаль с новым мировым рекордом (199 кг), в толчке также был первым (230 кг).
В апреле 2021 года на чемпионате Европы в Москве показал лучший результат в рывке, но не смог успешно выполнить ни одной попытки в толчке и не квалифицировался в сумме двоеборья. На Олимпийских играх в Токио выиграл соревнования в рывке с олимпийским рекордом, но неожиданно уступил в сумме двоеборья узбекскому атлету Акбару Джураеву и стал серебряным призёром. В декабре 2021 года на чемпионате мира в Ташкенте завоевал бронзу, проиграв Джураеву и Нурутдинову.
В Ереване, на чемпионате Европы 2023 года, в категории свыше 109 кг, Вараздат завоевал бронзовую медаль подняв вес по сумме двух упражнений в 440 кг. И в рывке и в толчке он также завоевал малые бронзовые медали.
В Саудовской Аравии, где состоялся Чемпионат мира по тяжёлой атлетике 2023 года, армянский спортсмен в категории свыше 109 кг стал пятым с результатом 450 кг по сумме двух упражнений. Малая серебряная медаль в толчке досталась ему.
В феврале 2024 года на чемпионате Европы в Софии Симон завоевал серебряную медаль с результатом 437 кг. В рывке он ста третьим - 190 килограммов, в толчке вторым  — 247 кг.
На чемпионате Европы в Кишинёве, в апреле 2025 года, завоевал серебряную медаль в весовой категории до 109 кг с итоговым результатом 406 кг. В двух упражнениях завоевал малые серебряные медали.

## Спортивные результаты
| Год  | Соревнование                              | Место проведения | Весовая категория | Рывок      | Толчок     | Сумма двоеборья | Место |
| 2012 | Чемпионат Европы среди юношей             | Констанца        | до 94 кг          | 148 кг     | 173 кг     | 321 кг          | 3     |
| 2012 | Чемпионат мира среди юношей               | Кошице           | до 94 кг          | 150 кг     | 183 кг     | 333 кг          | 4     |
| 2013 | Чемпионат мира среди юношей               | Ташкент          | свыше 94 кг       | 165 кг     | 200 кг     | 365 кг          | 1     |
| 2013 | Чемпионат Европы среди юношей (до 17)     | Клайпеда         | свыше 94 кг       | 167 кг     | 200 кг     | 367 кг          | 1     |
| 2014 | Чемпионат Европы среди юношей             | Цеханув          | свыше 94 кг       | 182 кг     | 215 кг     | 397 кг WJR      | 1     |
| 2014 | Юношеские Олимпийские игры                | Нанкин           | свыше 85 кг       | 170 кг     | 221 кг WJR | 391 кг          | 1     |
| 2014 | Чемпионат мира                            | Алма-Ата         | до 105 кг         | 183 кг     | 213 кг     | 396 кг          | 7     |
| 2014 | Чемпионат Европы среди юниоров и молодёжи | Лимасол          | до 105 кг         | 184 кг WJR | 210 кг     | 394 кг          | 2     |
| 2015 | Чемпионат Европы                          | Тбилиси          | до 105 кг         | 181 кг     | 216 кг     | 397 кг          | 4     |
| 2015 | Чемпионат мира среди юниоров              | Вроцлав          | свыше 105 кг      | 177 кг     | 215 кг     | —               | —     |
| 2015 | Чемпионат мира                            | Хьюстон          | до 105 кг         | 186 кг     | 216 кг     | 402 кг          | 5     |
| 2016 | Чемпионат Европы                          | Фёрде            | до 105 кг         | 182 кг     | 220 кг     | 402 кг          | 3     |
| 2016 | Чемпионат мира среди юниоров              | Тбилиси          | свыше 105 кг      | 187 кг     | 225 кг     | 412 кг          | 1     |
| 2016 | Олимпийские игры                          | Рио-де-Жанейро   | до 105 кг         | 190 кг NR  | 227 кг     | 417 кг NR       | 2     |
| 2016 | Чемпионат Европы среди юниоров и молодёжи | Эйлат            | свыше 105 кг      | 180 кг     | 220 кг     | 400 кг          | 1     |
| 2017 | Чемпионат Европы                          | Сплит            | до 105 кг         | 184 кг     | 230 кг NR  | 414 кг          | 1     |
| 2017 | Чемпионат мира среди юниоров              | Токио            | свыше 105 кг      | 191 кг     | 235 кг     | 426 кг          | 1     |
| 2017 | Универсиада                               | Синьбэй          | до 105 кг         | 180 кг     | 221 кг     | 401 кг          | 1     |
| 2017 | Чемпионат Европы среди юниоров и молодёжи | Дуррес           | свыше 105 кг      | 197 кг     | 236 кг     | 433 кг          | 1     |
| 2018 | Чемпионат Армении                         | Ереван           | свыше 105 кг      | ? кг       | ? кг       | 405 кг          | 2     |
| 2018 | Чемпионат Европы среди юниоров и молодёжи | Замосць          | свыше 105 кг      | 190 кг     | 230 кг     | 420 кг          | 1     |
| 2018 | Чемпионат мира                            | Ашхабад          | до 109 кг         | 195 кг     | 240 кг WR  | 435 кг WR       | 1     |
| 2019 | Чемпионат Армении                         | Ереван           | свыше 109 кг      | ? кг       | ? кг       | 421 кг          | 3     |
| 2019 | Чемпионат Европы                          | Батуми           | до 109 кг         | 192 кг     | 235 кг     | 427 кг          | 1     |
| 2019 | Чемпионат мира                            | Паттайя          | до 109 кг         | 199 кг WR  | 230 кг     | 429 кг          | 1     |
| 2021 | Чемпионат Европы                          | Москва           | до 109 кг         | 190 кг     | 227 кг     | —               | —     |
| 2021 | Олимпийские игры                          | Токио            | до 109 кг         | 195 кг OR  | 228 кг     | 423 кг          | 2     |
| 2021 | Чемпионат мира                            | Ташкент          | до 109 кг         | 188 кг     | 228 кг     | 416 кг          | 3     |
| 2022 | Чемпионат Армении                         | Ереван           | свыше 109 кг      | 195 кг     | 235 кг     | 430 кг          | 3     |
| 2022 | Чемпионат мира                            | Богота           | свыше 109 кг      | 190 кг     | 235 кг     | 425 кг          | 8     |
| 2023 | Чемпионат Европы                          | Ереван           | свыше 109 кг      | 195 кг     | 245 кг     | 440 кг          | 3     |
| 2023 | Чемпионат мира                            | Эр-Рияд          | свыше 109 кг      | 200 кг     | 250 кг     | 450 кг          | 5     |
| 2024 | Чемпионат Европы                          | София            | свыше 109 кг      | 190 кг     | 247 кг     | 437 кг          | 2     |
| 2025 | Чемпионат Европы                          | Кишинёв          | до 109 кг         | 181 кг     | 225 кг     | 406 кг          | 2     |

## Семья
- Арсен Мартиросян (род. 1998) — брат, армянский тяжелоатлет, призёр чемпионатов Европы (2021, 2022)[5].

## Награды
- Орден «За заслуги перед Отечеством» 2 степени (20 ноября 2018) — за славную победу на чемпионате мира по тяжёлой атлетике и за представление Республики Армения на международной арене[6].
- Медаль «За заслуги перед Отечеством» 1 степени (7 сентября 2016) — за блестящие выступления на 31-х летних Олимпийских играх, проходивших в Рио-де-Жанейро в 2016 году, отстаивание спортивной чести[7].
- Медаль «За заслуги перед Отечеством» 2 степени (7 сентября 2017) — по случаю Дня Независимости Республики Армения, за значительный вклад в развитие физической культуры и спорта[8].